# جين شامبرز
جين شامبرز (بالإنجليزية: Jane Chambers)‏‏ (27 مارس 1937 في كولومبيا، كارولاينا الجنوبية - 1983 ) كاتبة مسرحية، وروائية، وكاتِبة من الولايات المتحدة.